# Eumelea rubra
Eumelea rubra là một loài bướm đêm trong họ Geometridae.